# Portrait d'Adele Bloch-Bauer II
Ne doit pas être confondu avec Portrait d'Adele Bloch-Bauer I.
Portrait d'Adele Bloch-Bauer II est un tableau du peintre autrichien Gustav Klimt peint en 1912. Il s'agit du deuxième portrait d'Adele Bloch-Bauer, le premier ayant été peint en 1907.
Adele Bloch-Bauer (1881-1925) est la jeune épouse de Ferdinand Bloch-Bauer, un magnat du sucre qui était le propriétaire de la plus grande raffinerie sucrière d'Autriche, mais aussi mécène et collectionneur d'art. Adele, fille d'un banquier de Vienne, fut l'une des muses de Gustav Klimt. Le tableau, de même que le portrait peint en 1907 et d'autres œuvres de Klimt, est spolié par les nazis.
Après la guerre, le Portrait d'Adèle Bloch-Bauer II est exposé à la Österreichische Galerie Belvedere jusqu'en 2006, date à laquelle il est rendu, après une longue bataille judiciaire, à la nièce d'Adèle Bloch-Bauer, Maria Altmann,.
En novembre 2006, la maison d'enchère Christie's met en vente le tableau dont le montant grimpe à 88 millions de dollars, soit la 14e plus chère enchère pour un tableau. L'acheteuse est l'animatrice de télévision américaine Oprah Winfrey. À l'automne 2014, le Portrait d'Adèle Bloch-Bauer II est donné en prêt spécial à long terme au Museum of Modern Art de New York. Au cours de l'été 2016, Oprah Winfrey le vend à un acheteur chinois non identifié pour 150 millions de dollars. En 2017, le tableau est prêté temporairement à la Neue Galerie (New York) pour l'exposition « Klimt et les femmes de l'âge d'or de Vienne, 1900-1918  ».